# Новая Зеландия на летних Олимпийских играх 2000
Новая Зеландия принимала участие в Летних Олимпийских играх 2000 года в Сиднее (Австралия) в двадцать первый раз за свою историю, и завоевала одну золотую и три бронзовые медали.

## 01!Золото
- Гребля, мужчины — Роб Уоддел.

## 03!Бронза
- Парусный спорт, женщины — Барбара Кендалл.
- Парусный спорт, мужчины — Аарон Макинтош.
- Конный спорт, мужчины — Марк Тодд.

## Результаты соревнований

### Академическая гребля
В следующий раунд из каждого заезда проходили несколько лучших экипажей (в зависимости от дисциплины). В финал A выходили 6 сильнейших экипажей, остальные разыгрывали места в утешительных финалах B-D.
Мужчины
| Соревнование | Спортсмены | Предварительный заезд | Предварительный заезд | Предварительный заезд | Отборочный заезд | Отборочный заезд | Отборочный заезд | Полуфинал     | Полуфинал     | Полуфинал     | Финал   | Финал   | Итоговое место |
| Соревнование | Спортсмены | Заезд                 | Время                 | Место                 | Заезд            | Время            | Место            | Заезд         | Время         | Место         | Время   | Место   | Итоговое место |
| ------------ | ---------- | --------------------- | --------------------- | --------------------- | ---------------- | ---------------- | ---------------- | ------------- | ------------- | ------------- | ------- | ------- | -------------- |
| одиночки     | Роб Уоддел | 2                     | 6:54,20               | 1 Q                   | Не участвовал    | Не участвовал    | Не участвовал    | Полуфинал A/B | Полуфинал A/B | Полуфинал A/B | Финал A | Финал A | 1              |
| одиночки     | Роб Уоддел | 2                     | 6:54,20               | 1 Q                   | Не участвовал    | Не участвовал    | Не участвовал    | 1             | 6:58,01       | 1 Q           | 6:48,90 | 1       | 1              |

### Баскетбол

#### Женщины
| Состав женской сборной Новой Зеландии по баскетболу |                 |               |        |                        |      |      |         |          |
| Номер                                               | Имя             | Дата рождения | Рост   | Клуб                   | Игры | Очки | Подборы | Передачи |
| 4                                                   | Линне Уолкер    | 17.07.1968    | 166 см | Уаикато Леди Титанс    | 6    | 13   | 9       | 7        |
| 5                                                   | Ребекка Коттон  | 23.08.1974    | 184 см | Лонсестон Торнадос     | 6    | 28   | 19      | 3        |
| 6                                                   | Белинда Коллинг | 12.09.1975    | 178 см | Данидин Брейкерс       | 6    | 5    | 3       | 1        |
| 7                                                   | Кирстин Дейли   | 17.05.1969    | 168 см | Таранаки Спаркс        | 6    | 14   | 13      | 11       |
| 8                                                   | Меган Компейн   | 18.09.1975    | 175 см | Роннда Ребелс          | 6    | 34   | 5       | 4        |
| 9                                                   | Донна Лоффхаген | 29.04.1978    | 185 см | Отаго Брейкерс         | 6    | 25   | 19      | 2        |
| 10                                                  | Джина Фармер    | 12.12.1974    | 187 см | Сольнок                | 5    | 55   | 24      | 10       |
| 11                                                  | Таня Брантон    | 28.12.1973    | 180 см | Уаикато Леди Титанс    | 6    | 61   | 25      | 7        |
| 12                                                  | Салли Фармер    | 20.05.1976    | 188 см | Кентербери Уилд Катс   | 6    | 15   | 14      | 2        |
| 13                                                  | Джули Офсоски   | 04.04.1973    | 180 см | Нокс Райдерс           | 6    | 52   | 25      | 4        |
| 14                                                  | Леоне Паттерсон | 11.12.1962    | 185 см | Сан-Франциско Маринерс | 6    | 29   | 5       | 1        |
| 15                                                  | Дианне Л’Ами    | 24.04.1976    | 177 см | Таранаки Спаркс        | 5    | 6    | 0       | 3        |

Групповой этап
Группа B
| Место | Команда          | В | П | МЗ  | МП  | МР   | Очки |
| ----- | ---------------- | - | - | --- | --- | ---- | ---- |
| 1     | США              | 5 | 0 | 446 | 312 | +134 | 10   |
| 2     | Россия           | 3 | 2 | 398 | 325 | +73  | 8    |
| 3     | Республика Корея | 3 | 2 | 343 | 296 | +47  | 8    |
| 4     | Польша           | 3 | 2 | 327 | 339 | -12  | 8    |
| 5     | Куба             | 1 | 4 | 318 | 358 | -40  | 6    |
| 6     | Новая Зеландия   | 0 | 5 | 304 | 396 | -92  | 5    |

| 16 сентября 2000 09:30 | Отчёт | Польша                           | 75 : 52  | Новая Зеландия   | Сидней Зрителей: 5 330 |
| 16 сентября 2000 09:30 | Отчёт | Счёт по половинам: 43:23, 32:29. |          |                  | Сидней Зрителей: 5 330 |
| 16 сентября 2000 09:30 | Отчёт | Марго Дидек 20                   | Очки     | 13 Джули Офсоски | Сидней Зрителей: 5 330 |
| 16 сентября 2000 09:30 | Отчёт | Марго Дидек 12                   | Подборы  | 6 Джина Фармер   | Сидней Зрителей: 5 330 |
| 16 сентября 2000 09:30 | Отчёт | Беата Предель 2                  | Передачи | 2 Джина Фармер   | Сидней Зрителей: 5 330 |

| 18 сентября 2000 14:30 | Отчёт | Новая Зеландия                   | 62 : 101 | Республика Корея | Сидней Зрителей: 7 298 |
| 18 сентября 2000 14:30 | Отчёт | Счёт по половинам: 25:48, 37:53. |          |                  | Сидней Зрителей: 7 298 |
| 18 сентября 2000 14:30 | Отчёт | Джина Фармер 17                  | Очки     | 16 Ын Сун Чун    | Сидней Зрителей: 7 298 |
| 18 сентября 2000 14:30 | Отчёт | Таня Тупу 9                      | Подборы  | 9 Чун Ок Ян      | Сидней Зрителей: 7 298 |
| 18 сентября 2000 14:30 | Отчёт | Джина Фармер 3                   | Передачи | 5 Чу Вон Чхун    | Сидней Зрителей: 7 298 |

| 20 сентября 2000 09:30 | Отчёт | Куба                             | 74 : 55  | Новая Зеландия   | Сидней Зрителей: 5 452 |
| 20 сентября 2000 09:30 | Отчёт | Счёт по половинам: 45:29, 29:26. |          |                  | Сидней Зрителей: 5 452 |
| 20 сентября 2000 09:30 | Отчёт | Ямиль Мартинес Кальдерон 12      | Очки     | 15 Джина Фармер  | Сидней Зрителей: 5 452 |
| 20 сентября 2000 09:30 | Отчёт | Лисдеиви Викторес Помпа 12       | Подборы  | 6 Ребекка Коттон | Сидней Зрителей: 5 452 |
| 20 сентября 2000 09:30 | Отчёт | Ямиль Мартинес Кальдерон 3       | Передачи | 3 Таня Тупу      | Сидней Зрителей: 5 452 |

| 22 сентября 2000 16:30 | Отчёт | Новая Зеландия                   | 42 : 93  | США              | Сидней Зрителей: 8 297 |
| 22 сентября 2000 16:30 | Отчёт | Счёт по половинам: 17:47, 25:46. |          |                  | Сидней Зрителей: 8 297 |
| 22 сентября 2000 16:30 | Отчёт | Джина Фармер 9                   | Очки     | 14 Кэти Смит     | Сидней Зрителей: 8 297 |
| 22 сентября 2000 16:30 | Отчёт | Джули Офсоски 6                  | Подборы  | 7 Натали Уильямс | Сидней Зрителей: 8 297 |
| 22 сентября 2000 16:30 | Отчёт | Джина Фармер 3                   | Передачи | 6 Тереза Эдвардс | Сидней Зрителей: 8 297 |

| 24 сентября 2000 11:30 | Отчёт | Новая Зеландия                            | 54 : 92  | Россия                | Сидней Зрителей: 8 308 |
| 24 сентября 2000 11:30 | Отчёт | Счёт по половинам: 28:41, 26:51.          |          |                       | Сидней Зрителей: 8 308 |
| 24 сентября 2000 11:30 | Отчёт | Джули Офсоски 11                          | Очки     | 19 Ирина Рутковская   | Сидней Зрителей: 8 308 |
| 24 сентября 2000 11:30 | Отчёт | Джули Офсоски 5                           | Подборы  | 9 Елена Худашова      | Сидней Зрителей: 8 308 |
| 24 сентября 2000 11:30 | Отчёт | Кэти Дейли, Джина Фармер, Джули Офсоски 2 | Передачи | 6 Светлана Абросимова | Сидней Зрителей: 8 308 |

Матч за 11-е место
| 26 сентября 2000 09:30 | Отчёт | Сенегал                          | 69 : 72  | Новая Зеландия  | Сидней Зрителей: 8 320 |
| 26 сентября 2000 09:30 | Отчёт | Счёт по половинам: 39:40, 30:32. |          |                 | Сидней Зрителей: 8 320 |
| 26 сентября 2000 09:30 | Отчёт | Адама Диакате 18                 | Очки     | 17 Таня Тупу    | Сидней Зрителей: 8 320 |
| 26 сентября 2000 09:30 | Отчёт | Мборикка Фалль 9                 | Подборы  | 7 Джули Офсоски | Сидней Зрителей: 8 320 |
| 26 сентября 2000 09:30 | Отчёт | Асту Ндиайе 3                    | Передачи | 4 Кэти Дейли    | Сидней Зрителей: 8 320 |

Итог: 11-е место

### Велоспорт

#### Трековый велоспорт
Всего спортсменов — 3
После квалификации лучшие спортсмены по времени проходили в раунд на выбывание, где проводили заезды одновременно со своим соперником. Лучшие спортсмены по времени проходили в следующий раунд.
Мужчины
| Спортсмен     | Соревнование                       | Квалификация | Квалификация | 1\4 финала     | 1\2 финала     | Финал Матч за 3-е место | Место |
| Спортсмен     | Соревнование                       | Время        | Место        | Соперник Время | Соперник Время | Соперник Время          | Место |
| ------------- | ---------------------------------- | ------------ | ------------ | -------------- | -------------- | ----------------------- | ----- |
| Гари Андерсон | Индивидуальная гонка преследования | 4:32,304     | 14           |                | Не прошёл      | Не прошёл               | 14    |

Победители определялись по результатам одного соревновательного дня. В гите победителей определяли по лучшему времени, показанному на определённой дистанции, а в гонке по очкам и мэдисоне по количеству набранных баллов.
Мужчины
| Спортсмен   | Соревнование | Результат         | Место |
| Спортсмен   | Соревнование | Время Очки        | Место |
| ----------- | ------------ | ----------------- | ----- |
| Мэтт Синтон | Гит с места  | 1:05,706 (+4,097) | 11    |

Женщины
| Спортсмен     | Соревнование | Результат       | Место |
| Спортсмен     | Соревнование | Время Очки      | Место |
| ------------- | ------------ | --------------- | ----- |
| Фиона Рамейдж | Гит с места  | 36,536 (+2,396) | 16    |

### Дзюдо
Спортсменов — 2
Соревнования по дзюдо проводились по системе на выбывание. В утешительные раунды попадали спортсмены, проигравшие полуфиналистам турнира. Два спортсмена, одержавших победу в утешительном раунде, в поединке за бронзу сражались с проигравшими в полуфинале.
Мужчины
| Соревнование | Спортсмены      | Первый раунд                         | Второй раунд                     | 1/8 финала           | Четвертьфинал        | Полуфинал            | Финал                | Место |
| Соревнование | Спортсмены      | Соперник Результат                   | Соперник Результат               | Соперник Результат   | Соперник Результат   | Соперник Результат   | Соперник Результат   | Место |
| ------------ | --------------- | ------------------------------------ | -------------------------------- | -------------------- | -------------------- | -------------------- | -------------------- | ----- |
| до 60 кг     | Брендон Крукс   | Э. Исмаилов (AZE) П 0001 — 1012      | Завершил выступление             | Завершил выступление | Завершил выступление | Завершил выступление | Завершил выступление | —     |
| до 81 кг     | Тимоти Слайфилд | М. Омагбалувадже (NGR) В 1000 — 0020 | К. Тёльдьеши (HUN) П 0010 — 0011 | Завершил выступление | Завершил выступление | Завершил выступление | Завершил выступление | —     |

### Плавание
Спортсменов — 6
В следующий раунд на каждой дистанции проходили лучшие спортсмены по времени, независимо от места занятого в своём заплыве.
Мужчины
| Спортсмен            | Соревнование        | Предварительные заплывы | Предварительные заплывы | Полуфиналы | Полуфиналы | Финал     | Финал     |
| Спортсмен            | Соревнование        | Результат               | Место                   | Результат  | Место      | Результат | Место     |
| -------------------- | ------------------- | ----------------------- | ----------------------- | ---------- | ---------- | --------- | --------- |
| Джонатан Данкан      | 200 м вольный стиль | 1:53,27                 | 32                      | Не прошёл  | Не прошёл  | Не прошёл | Не прошёл |
| Джонатан Данкан      | 400 м вольный стиль | 3:58,52                 | 29                      |            |            | Не прошёл | Не прошёл |
| Скотт Талбот-Кэмерон | 100 м на спине      | 57,86                   | 37                      | Не прошёл  | Не прошёл  | Не прошёл | Не прошёл |
| Стивен Фергюсон      | 100 м брасс         | 1:03,06                 | 27                      | Не прошёл  | Не прошёл  | Не прошёл | Не прошёл |
| Дин Кент             | 400 м комплекс      | 4:21,81                 | 16                      |            |            | Не прошёл | Не прошёл |

Женщины
| Спортсменка  | Соревнование   | Предварительные заплывы | Предварительные заплывы | Полуфиналы | Полуфиналы | Финал     | Финал     |
| Спортсменка  | Соревнование   | Результат               | Место                   | Результат  | Место      | Результат | Место     |
| ------------ | -------------- | ----------------------- | ----------------------- | ---------- | ---------- | --------- | --------- |
| Моник Робинс | 100 м на спине | 1:04,52                 | 26                      | Не прошла  | Не прошла  | Не прошла | Не прошла |
| Элен Норфолк | 400 м комплекс | 4:46,42                 | 13                      |            |            | Не прошла | Не прошла |

### Стрельба
Спортсменов — 3
После квалификации лучшие спортсмены по очкам проходили в финал, где продолжали с очками, набранными в квалификации. В некоторых дисциплинах квалификация не проводилась. Там спортсмены выявляли сильнейшего в один раунд.
Мужчины
| Спортсмен     | Соревнование | Квалификация | Место | Финал     | Место     | Всего | Место |
| ------------- | ------------ | ------------ | ----- | --------- | --------- | ----- | ----- |
| Брэнт Вудвард | Трап         | 105          | 37    | Не прошёл | Не прошёл | 105   | 37    |
| Виктор Шоу    | Трап         | 102          | 38    | Не прошёл | Не прошёл | 102   | 38    |

Женщины
| Спортсмен     | Соревнование   | Квалификация | Место | Финал     | Место     | Всего | Место |
| ------------- | -------------- | ------------ | ----- | --------- | --------- | ----- | ----- |
| Таня Корриган | Пистолет, 10 м | 366          | 39    | Не прошла | Не прошла | 366   | 39    |

### Триатлон
Спортсменов — 4
Триатлон дебютировал в программе летних Олимпийских игр. Соревнования состояли из 3 этапов — плавание (1,5 км), велоспорт (40 км), бег (10 км).
Мужчины
| Спортсмен    | Соревнование      | Плавание | Велоспорт | Бег      | Итоговое время | Место | Отставание |
| ------------ | ----------------- | -------- | --------- | -------- | -------------- | ----- | ---------- |
| Крэйг Уотсон | личное первенство | 18:05,09 | 59:18,50  | 32:38,26 | 1:50:01,85     | 16    | +01:37,83  |
| Хэмиш Картер | личное первенство | 17:48,19 | 59:37,10  | 33:31,88 | 1:50:57,17     | 24    | +02:33,15  |
| Бен Брайт    | личное первенство | 18:14,99 | 59:11,80  | 34:50,47 | 1:52:17,26     | 38    | +03:53,24  |

Женщины
| Спортсмен         | Соревнование      | Плавание | Велоспорт  | Бег      | Итоговое время | Место | Отставание |
| ----------------- | ----------------- | -------- | ---------- | -------- | -------------- | ----- | ---------- |
| Эвелин Уильямссон | личное первенство | 20:28,08 | 1:07:01,80 | 38:08,42 | 2:05:38,30     | 22    | +04:57,78  |